# Joseph Wiener
Pour les articles homonymes, voir Wiener.
Joseph Wiener né le 13 novembre 1870 à Mommenheim et mort en 1943 à Auschwitz, est un grand-rabbin français, grand-rabbin de Belgique, déporté de France durant la Seconde Guerre mondiale et mort en déportation.

## Biographie
Joseph Wiener est né le 13 novembre 1870 à Mommenheim, en Alsace, la ville natale de Zadoc Kahn.
Il suit les cours du Talmud Torah, puis étudie au lycée impérial de Colmar, et fait des études supérieures de philosophie et de langues orientales à Strasbourg, où il défend en 1895 une thèse de doctorat en philosophie et lettres sur le thème Maïmonides Commentar zum Tractat Aboda Zara, puis à Berlin.
À Breslau, il suit l’enseignement du séminaire rabbinique le plus réputé d’Europe centrale. Ordonné rabbin, diplômé grand-rabbin en 1896 après avoir présenté une étude sur la question des dogmes au sein du judaïsme, il débute dans la carrière rabbinique à Durmenach, en Alsace, de 1896 à 1899, puis à Phalsbourg, en Lorraine (1899—1903).
Le 12 juillet 1904, il fait l'éloge funéraire de Théodore Herzlqui est mort quelques jours auparavant, soit le 3 juillet 1904.
De 1904 à 1931, Joseph Wiener est le rabbin de la principale communauté d'Anvers, en Belgique. En 1932, il est le secrétaire général du Consistoire central des israélites de Belgique (CCIB). Il devient grand-rabbin de Belgique.
Pour lui conserver son autorité face à la concurrence orthodoxe, le Consistoire central israélite de Belgique lui décerne le titre honorifique de rabbin-doyen d’Anvers. Il est également aumônier de prisons et établissements de bienfaisance de l’État de 1904 à 1940. Correspondant de l’Alliance israélite universelle depuis son poste de Phalsbourg, il continue à œuvrer en faveur de celle-ci à Anvers, y devenant vice-président du comité local de l’Alliance en 1905. Joseph Wiener prend, durant la Première Guerre mondiale, l’initiative d’organiser le Comité de secours aux prisonniers de guerre alliés, malades et hospitalisés à la Caserne Saint-Georges d’Anvers (1917).
Il est également président d’honneur de l’Orphelinat israélite d’Anvers (1931-1934). Il est nommé grand-rabbin de Belgique en mars 1931, fonction qu’il exerce jusqu’en 1940.
Ayant quitté la Belgique pour la France après l’invasion allemande, il est arrêté à Nice et déporté de France par le convoi no 60, en date du 7 octobre 1943 de la gare de Bobigny vers Auschwitz,, son épouse, Hermance ou Hermanne Lehmann, née le 12 novembre 1872, à Obernai, est déportée dans le même convoi. Ils sont tous les deux assassinés.